# Asociación de Autores de Cómic de España
La Asociación de Autores de Cómic de España (abreviada AACE) es una institución dedicada a la promoción y la defensa de los historietistas de ese país. Fue fundada en el 2002.

## Trayectoria
Los orígenes de la Asociación se remontan a una tertulia de autores que tenía lugar en Valencia desde 2001. José Lanzón fue su primer presidente y Josep de Haro, su primer Secretario.
En 2004 la Asociación organizó la exposición colectiva TebeoSpain junto a la Biblioteca Valenciana.
En 2005, estuvieron presentes en los Salones de Cómic de Madrid y Granada, y por primera vez en el de Barcelona. El 14 de abril de este mismo año la Generalidad Valenciana le otorgó una subvención para actividades, que les permitió editar dos números monográficos de su revista antológica BOOM y otra para el mantenimiento de la página web. Fundaron delegaciones autonómicas en Madrid, Valencia y Barcelona y crearon una lista de correo a nivel nacional. 
A finales de 2005, se realizaron las primeras elecciones a la Junta Directiva, cuya presidencia fue ocupada sucesivamente por Sergio Bleda (2006-2007), Ester García Punzano (2008) y Carlos Giménez (desde 2009).
En 2006 se entregaron por primera vez los Premios AACE.
En 2010 entablaron, en el Festival Internacional de la Historieta de Angulema (Francia) un primer contacto con el Groupement Bande Dessinée (enlace roto disponible en Internet Archive; véase el historial, la primera versión y la última). du Syndicat National des Auteurs et des Compositeurs, para mejorar las condiciones laborales entre ambos países.
En el 2012 se eligió una nueva Junta Directiva y se volvieron a otorgar los premios AACE.